# Nacionalno sveučilište Singapura
Nacionalno sveučilište Singapura (eng. National University of Singapore, skraćeno NUS) neovisno je sveučilište u Singapuru. Osnovano je 1905. na poticaj britanskog kralja Edvarda II. kao najstarija ustanova visokog obrazovanja u Singapuru.
Na sveučiištu je pravo studirala predsjednica Halimah Yacob te joj je 2016. uručen počasni doktorat Sveučilišta.

## Sastavnice
- Fakultet umjetnosti i društvenih znanosti
- Poslovna škola
- Škola računarstva
- Fakultet inženjerstva
- Pravni fakultet
- Medicinska škola "Yong Loo Lin"
- Glazbeni konzervatorij "Yong Siew Toh"
- Škola javne politike "Lee Kuan Yew"
- Znanstveni fakultet
- Yale-NUS College

## Vanjske poveznice
- Službene stranice Sveučilišta (engl.)
- Službeni kanal na YouTubeu (engl.)